# コラムデザインスクール
株式会社コラムデザインスクールは、大阪市中央区南船場1丁目にある、手描き建築パースの専門校。学長は宮後浩。

## 概要
1973年に宮後浩が建築デザインの基礎力である手描きパースの実践的教育をめざし「実践パース教育講座」を開講。
その後、1985年に「株式会社大阪パースアカデミー」として法人登記。
1991年に現在の名称である「株式会社コラムデザインスクール」に改名する。
経営母体は建築パース制作を中心としたデザイン事務所株式会社コラムデザインセンターであり、スクール講師には現役パースレンダラー（パース製作者）を起用、実際の製作現場での経験を踏まえた実践的なカリキュラム方針をとっている。
開校当初はプロのパースレンダラー育成に重点を置いていたが現在は、デザインの基礎知識としてのパース技能修得を目標とした授業を行い、建築家、インテリアコーディネーター、デザイナー、イラストレーターや、住宅メーカー、ゼネコンの設計担当者、また建築やインテリアを学ぶ学生など、関連分野から幅広く受講生が集まってきている。

## 所在地
大阪府大阪市中央区南船場1－5－11　コラムビル
フリーダイアル　0120-262-764 TEL06-6267-0285 FAX06-6267-4632

## 設置コース
- パース本科（土曜午後3か月コース）
- パ-ス水曜夜間コース（2か月コース
- AFT色彩検定2級対策講座
- スキルアップ講座エクステリア編（短期）
- スキルアップ講座インテリア編（短期）